# Francesco Morini
Francesco Morini (San Giuliano Terme, 1944. augusztus 12. – 2021. augusztus 31.) válogatott olasz labdarúgó, hátvéd.

## Pályafutása

### Klubcsapatban
1963 és 1969 között a Sampdoria labdarúgója volt. Tagja volt az 1966–67-es idényben az élvonalba feljutó csapatnak. 1969 és 1980 között a Juventus egyik meghatározó játékosa volt. Öt bajnoki címet és egy olasz kupa-győzelmet nyert a csapattal. Tagja volt az 1976–77-es UEFA-kupa győztes csapatnak. 1980-ban a kanadai Toronto Blizzard együttesében szerepelt, majd visszavonult az aktív labdarúgástól.

### A válogatottban
1973 és 1975 között 11 alkalommal szerepelt az olasz válogatottban. Tagja volt az 1974-es világbajnokságon részt vevő csapatnak.

## Sikerei, díjai
Sampdoria
- Olasz bajnokság (másodosztály, Serie B)
  - bajnok: 1966–67

 Juventus
- Olasz bajnokság (Serie A)
  - bajnok (5): 1971–72, 1972–73, 1974–75, 1976–77, 1977–78
- Olasz kupa (Coppa Italia)
  - győztes: 1979
- UEFA-kupa
  - győztes: 1976–77